# Phytala aequatorialis
Phytala aequatorialis är en fjärilsart som beskrevs av Jackson 1964. Phytala aequatorialis ingår i släktet Phytala och familjen juvelvingar. Inga underarter finns listade i Catalogue of Life.